# Don Quichotte (chanson)
Pour les articles homonymes, voir Don Quichotte (homonymie).
 (décembre 2018).
Don Quichotte (No Estan Aqui) est un morceau dance-pop composé par Jean-Luc Drion en 1985 au sein du groupe Magazine 60. Le texte est en espagnol et s'inspire du roman littéraire espagnol du même nom, (Don Quichotte de Cervantes) ; il a été écrit par Dominique Regiacorte ainsi que Jean-Luc Drion et également interprété par Mastro Pierre vocal, guitariste et compositeur de l'album Costa del Sol .

## Sortie
Don Quichotte est issu de l'album Costa del Sol de Magazine 60 sorti en 1985 sous le label CBS Records.

## Clip
Peu de temps après la sortie du morceau, un clip est réalisé, mettant en scène trois personnes réalisant une chorégraphie.

## Popularité
Don Quichotte atteint la dixième place des ventes en France à l'automne 1985, et est également numéro 25 en Autriche et 42 aux Pays-Bas. En 1986, son succès devient international, la chanson atteignant le top 60 aux États-Unis. Il s'ensuit une tournée américaine d'un mois dans des villes telles que Houston, Philadelphie, Key West, New York, Orlando, Los Angeles, San Francisco, etc.
Grâce à une publicité pour la marque Sosh, Don Quichotte fait une nouvelle apparition dans les charts françaises en 2013, atteignant la 56e position du Top Single France pendant une semaine.

## Reprises
Le titre a été réutilisé et samplé par de nombreux artistes tels que Will I Am, le leader des Black Eyed Peas, pour I Got it from My Mama, dans l'album Songs about girls en 2007. La partie samplée correspond à la guitare de Don Quichotte. 
En 1989, Don Quichotte est de nouveau samplé dans le morceau de Hip-Hop The Dope House de Aaron G, qui en reprend également la guitare, ainsi que dans le titre électronique Personnality de Disco-Bunnies en 2006 dans lequel, plusieurs éléments du morceau sont repris. Il apparaît également dans une compilation sortie en 1995 : The disco years, volume seven : the Best Disco in Town. Le titre est également présent sur la compilation Hit 2013 - Spécial rentrée, relançant ainsi sa popularité dans les charts.
Le morceau est également présent sur la bande originale du film Filles perdues, cheveux gras de Claude Duty ainsi que Fiction à l’américaine de Cord Jefferson.
Les reprises sont donc :
- Don Quichotte, Shot (1985)
- The Dope House, Aaron G (1989)
- No Senor, Jonny Z (1996)
- Don Quijote Marijuana,  Brujeria (1999)
- Personality, Disco-Bunnies (2006)
- I Got It From My Mama, will.i.am feat. Kat Graham (2007)